# Gerardo Clares
Gerardo Clares García, (Madrid, Comunidad de Madrid, España, 18 de abril de 1940 - Dos Hermanas, Provincia de Sevilla, 8 de enero de 2025), exfutbolista español que se desempeñaba como centrocampista. Era  hermano del también jugador de fútbol Manolo Clares.

## Clubes
| Club                     | País   | Año       |
| ------------------------ | ------ | --------- |
| Club Atlético de Madrid  | España | 1958-1959 |
| Real Betis Balompié      | España | 1960-1962 |
| Cádiz Club de Fútbol     | España | 1962-1963 |
| Algeciras Club de Fútbol | España | 1963-1967 |
| Xerez Club Deportivo     | España | 1967-1968 |